# She-Ra és a lázadó hercegnők
A She-Ra és a lázadó hercegnők (eredeti cím: She-Ra and the Princesses of Power) 2018 és 2020 között vetített indult amerikai 2D-s számítógépes animációs kalandsorozat, amit ND Stevenson alkotott.
A sorozat premierje 2018. november 13-án volt a Netflix felületén. Magyarországon 2022. június 6-án a TV2 Kids mutatta be.

## Ismertető
She-Ra és a lázadó hercegnők főszereplője Adora, egy árva lány akit a Horda nevelt fel. Ennek a gonosz hadseregnek a vezére Hordak, aki vasmarokkal uralkodik Etheria felett. Egy nap, mikor elveszik az erdőben, Adora talál egy varázskardot, ami átváltoztatja őt az Erő Hercegnőjévé, She-Ra-vá. Miután rájön, milyen szenvedést okoz a Horda Etheria-nak és lakóinak, Adora csatlakozik az Ellenálláshoz, ami a Horda ellen harcol, eközben pedig újraalkotja a Hercegnő Szövetséget, egy csapat varázserőt birtokló lányt, akik egykor Hordak ellen harcoltak. Adora csatlakozása az Ellenálláshoz szembeállítja őt volt legjobb barátjával, Catra-val, aki Adora távozása után rangilag előrébb jutott a Hordában és így hősnőnk főellensége lesz.

## Szereplők
| Szereplő       | Eredeti hang           | Magyar hang            |
| -------------- | ---------------------- | ---------------------- |
| Adora / She-Ra | Aimee Carrero          | Kardos Eszter          |
| Csillám        | Karen Fukuhara         | Hermann Lilla          |
| Catra          | AJ Michalka            | Laudon Andrea          |
| Bow            | Marcus Scribner        | Dér Zsolt              |
| Angella        | Reshma Shetty          | Kelemen Kata           |
| Árnyékszövő    | Lorraine Toussaint     | Kocsis Mariann         |
| Hordak         | Keston John            | Papp Dániel            |
| Hordafő        | Keston John            | Forgács Gábor          |
| Grizzlor       | Keston John            | Láng Balázs            |
| George         | Chris Jai Alex         | Láng Balázs            |
| Scorpia        | Lauren Ash             | Nemes Takách Kata      |
| Entrapta       | Christine Woods        | Mikecz Estilla         |
| Perfuma        | Génesis Rodríguez      | Pekár Adrienn          |
| Halászsas      | Jordan Fisher          | Kádár-Szabó Bence      |
| Mermista       | Vella Lovell           | Györfi Laura           |
| Frosta         | Merit Leighton         | Károlyi Lilla          |
| Bűbájoló       | Sandra Oh              | Németh Kriszta         |
| Hálóvető       | Krystal Joy Brown      | Tornyi Ildikó          |
| Légpergető     | Noelle Stevenson       | Sipos Eszter Anna      |
| Tiszta Remény  | Morla Gorrondona       | Huszárik Kata          |
| Razz           | Grey DeLisle           | Rátonyi Hajni          |
| Sebes szél     | Adam Ray               | Czető Roland           |
| Huntara        | Geena Davis            | Makay Andrea           |
| Mara           | Zehra Fazal            | Solecki Janka          |
| Lance          | Regi Davis             | Pál Tamás              |
| Lonnie         | Dana Davis             | Lamboni Anna           |
| Kyle           | Antony Del             | Rada Bálint            |
| Micah          | Daniel Dae Kim         | Horváth-Töreki Gergely |
| Micah          | Taylor Gray (fiatalon) | Pál Dániel Máté        |
| Norwyn         | Jake Eberle            | Jakab Csaba            |

### Magyar változat
- Főcímdal: ?
- Felolvasó: Csuha Bori
- Magyar szöveg: Minya Ágnes
- Hangmérnök: Lang András
- Vágó: Győrösi Gabriella
- Gyártásvezető: Masoll Ildikó
- Szinkronrendező: Bárány Emese
- Produkciós vezető: Jávor Barbara

A szinkront a TV2 Csoport megbízásából a Direct Dub Studios készítette.

## Évados áttekintés
| Évad | Évad | Epizódok | Eredeti sugárzás   | Magyar sugárzás | Magyar sugárzás |
| Évad | Évad | Epizódok | Eredeti sugárzás   | Évadpremier     | Évadfinálé      |
| ---- | ---- | -------- | ------------------ | --------------- | --------------- |
|      | 1    | 13       | 2018. november 13. | 2022. június 6. | TBA             |
|      | 2    | 7        | 2019. április 26.  | TBA             | TBA             |
|      | 3    | 6        | 2019. augusztus 2. | TBA             | TBA             |
|      | 4    | 13       | 2019. november 5.  | TBA             | TBA             |
|      | 5    | 13       | 2020. május 15.    | TBA             | TBA             |

## A sorozat készítése
A sorozat fejlesztése és gyártása 2016 áprilisában párhuzamosan kezdődött. 2017. december 12-én jelentették be a sorozatot. Az alkotója ND Stevenson már kezdetektől a Netflixre akarta a sorozatot. A She-Ra hagyományos animációval készült, néhány számítógépes animáció kivételével a "bonyolult jelenetekhez". Az animációt a dél-koreai NE4U stúdió csinálta.